# Morgan Stanley

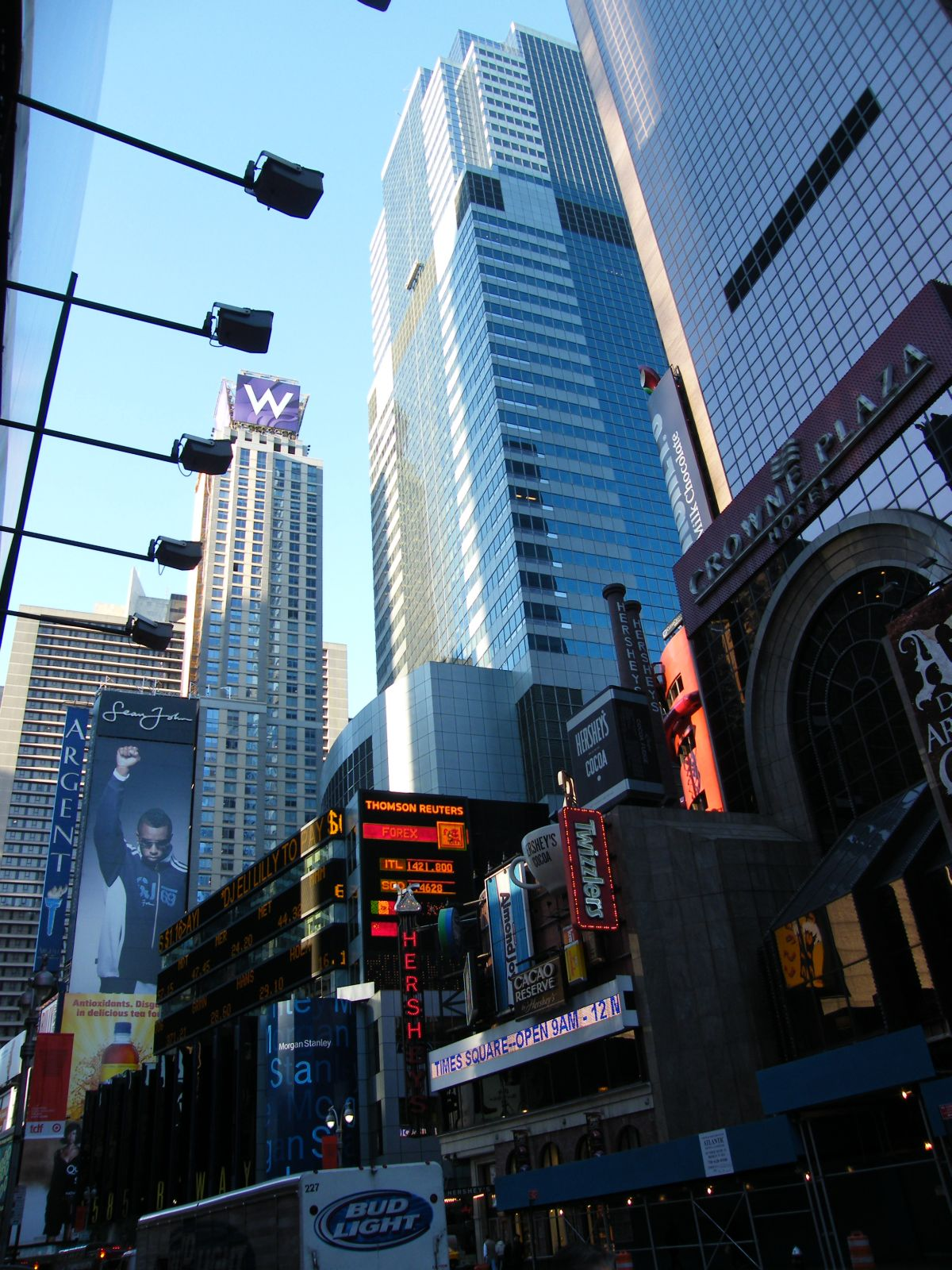
Siedziba Morgan Stanley & Co.

Morgan Stanley & Co. – jeden z największych banków inwestycyjnych na świecie. Działa jako doradca finansowy dla największych firm, rządów oraz instytucji finansowych. Jego główna siedziba znajduje się w Nowym Jorku na Manhattanie. Morgan Stanley działa w 37 krajach na całym świecie. Zarządza aktywami o wartości ponad 779 miliardów dolarów. Jest liderem w zakresie bankowości inwestycyjnej oraz usługach dla klientów biznesowych.

## Morgan Stanley w Polsce
W kwietniu 2010 bank ogłosił otwarcie biura w Warszawie do końca 2010. W latach 2010–2021 był członkiem Giełdy Papierów Wartościowych w Warszawie (GPW) za pośrednictwem swojej spółki zależnej Morgan Stanley & Co. International PLC zarejestrowanej w Londynie, a od 2021 za pośrednictwem spółki Morgan Stanley Europe SE zarejestrowanej we Frankfurcie nad Menem. Jest członkeim GPW, który spełnia wymagania Regulacji S oraz Zasady 144A. Siedzibą polskiego oddziału spółki jest biurowiec Ufficio Primo.